# الجيش العربي السوري
القوات المسلحة العربية السورية (رسميًا: الجيش العربي السوري) هي القوات العسكرية في الجمهورية العربية السورية. وتتألف من القوات البرية العربية السورية، والقوات البحرية العربية السورية، والقوات الجوية العربية السورية، وقوات الدفاع الجوي العربية السورية. القائد الأعلى للجيش والقوات المسلحة هو الرئيس السوري ووزير الدفاع منصب نائب القائد الأعلى للجيش والقوات المسلحة.، أما رئيس هيئة الأركان العامة للجيش والقوات المسلحة السورية هو اللواء علي نور الدين النعسان.
وفقا لموقع غلوبال فاير باور، الذي يصنف الجيوش بحسب قوتها العسكرية واللوجيستية وفقا لخمسين مؤشرا، فإن الجيش السوري جاء في المرتبة السادسة عربياً، وفي المرتبة الـ 47 عالمياً من أصل 138 في تصنيف سنة 2022.

## القوات المسلحة العربية السورية
القوات المسلحة العربية السورية هي القوات المسلحة المشتركة لسوريا إبان حكم حزب البعث من عام 1963 إلى عام 2024.

## المشاركة في الصراع العسكري
- معركة ميسلون (ضد الجيش الفرنسي).
- حرب 1948 (ضد إسرائيل).
- حرب 1967 (ضد إسرائيل).
- حرب الاستنزاف (ضد إسرائيل).
- حرب 1973 (ضد إسرائيل).

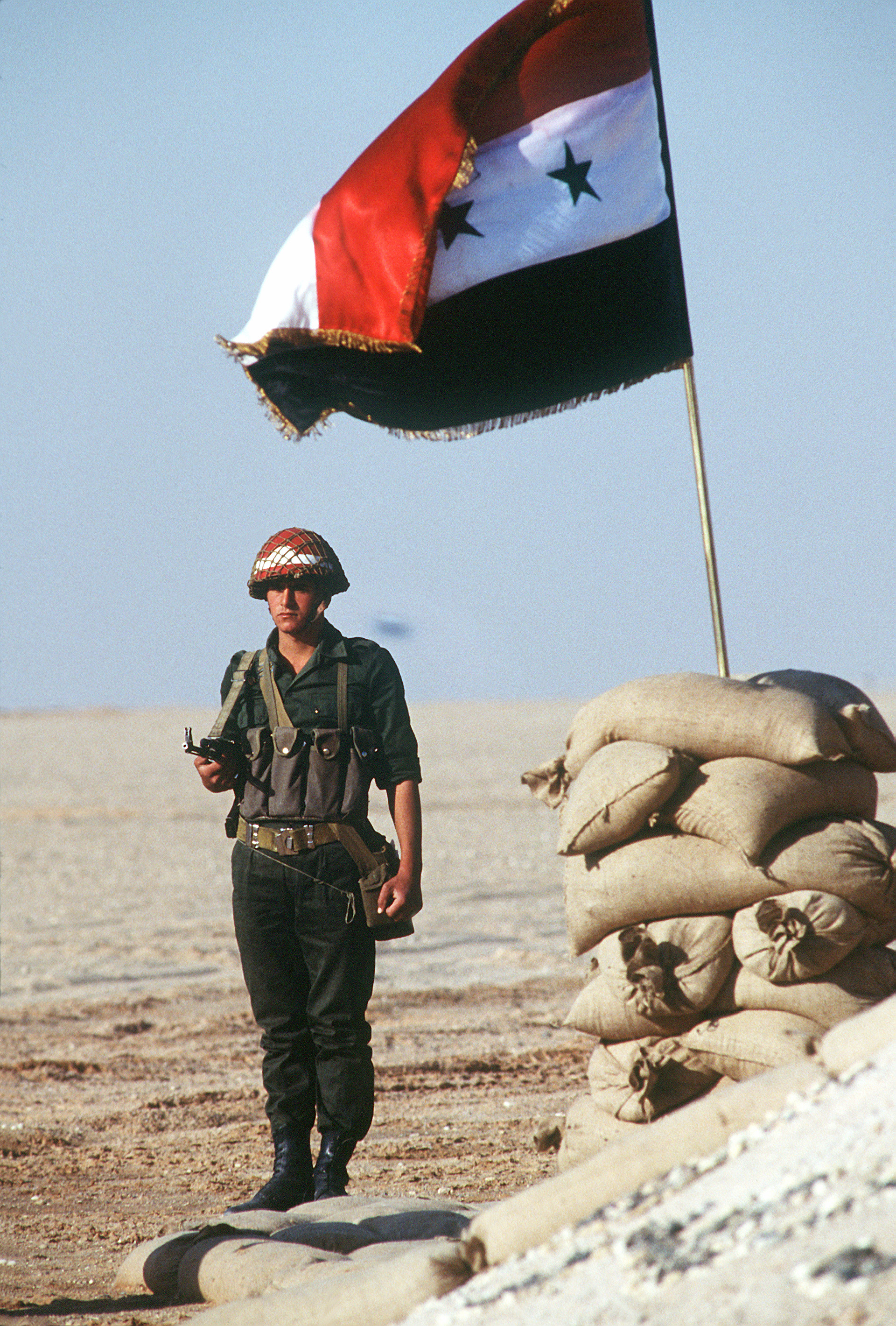
جندي سوري في حرب الخليج الثانية

- الحرب الأهلية اللبنانية لحفظ الأمن والاستقرار في لبنان ضمن قوات الردع العربية.
- تحرير بيروت 1982 (ضد إسرائيل والميليشيات اليمينية اللبنانية).
- حرب الخليج الثانية (ضد العراق لتحرير الكويت).
- الحرب الأهلية السورية.

## التاريخ

### التأسيس
يعتبر يوم الأول من آب عام 1946 هو التاريخ الرسمي لتأسيس الجيش العربي السوري، وهو موعد استلام الحكومتين السورية واللبنانية للقوات المسلحة وكل ما يتعلق بإدارتها من سلطات الاحتلال الفرنسي. ويُذكر بأن وكالة الأنباء السورية تذكر بأن تم تأسيس الجيش العربي السوري يوم الأول من آب عام 1945.

### المنازعات الدولية
منذ عام 1948، نشأت دولة إسرائيل على أرض فلسطين، وشارك الجيش السوري في حرب 1948. حتى اليوم، سوريا لا تعترف بدولة إسرائيل. ومنذ عام 1967 وجزء من مرتفعات هضبة الجولان المحتلة في جنوب غرب سوريا تقع تحت الاحتلال الإسرائيلي. استعادت سورية جزء من هضبة الجولان في حرب 1973، أُنشأ خط وقف إطلاق النار في الجولان مع عدد قليل جداً من الحوادث عبر هذا الخط. كما أن لواء إسكندرون تابع للأراضي السورية وتحت الاحتلال التركي لكن لم ينشأ صراع مسلح بين البلدين حول هذه القضية.
حقق الجيش السوري انتصارا كبيرا على الجيش الإسرائيلي في حرب أكتوبر التحريرية 1973 حيث قامت القوات السورية بشن هجمات جوية صاعقة على تمركز العدو في الجولان أدت إلى تشتيت الجيش الإسرائيلي وتقدمت القوات السورية في عمق هضبة الجولان واستعادت المرصد الاستراتيجي على جبل الشيخ وتراجعت بعد ذلك لأسباب عديدة منها تدخل الولايات المتحدة الأمريكية وامداد إسرائيل بكافة المساعدات ولكنها لم تستطع تحرير كامل أرض الجولان حتى اليوم.

### الانشقاقات الداخلية
نتيجة لمشاركة الجيش السوري في العمليات الأمنية خلال المظاهرات الشعبية سنة 2011، أقدم بعض عناصر الجيش على الانشقاق عن قيادته في دمشق والانضمام إلى الجيش السوري الحر، وذهب بعضهم إلى الدول المجاورة مثل تركيا ولبنان والعراق تجنبا للمشاركة في حملات الجيش. ووفق تصريحات رئيس أركان الجيش الحر (السابق) رياض موسى الأسعد فإن إجماليَّ عدد المنشقين بلغ 40,000 جندي حتى شهر سبتمبر 2011. ومن أبرز القيادات التي انشقت عن الجيش العميد في الحرس الجمهوري مناف طلاس والمقدم حسين الهرموش والعقيد رياض موسى الأسعد وقد شكلت الفرق المنشقة لاحقاً حركتي لواء الضباط الأحرار والجيش السوري الحر لحماية المدنيين من هجمات تشنها القوات الموالية لحكومة بشار الأسد، أعلنت الحركتان توحدهما تحت لواء الجيش السوري الحر في أواسط شهر أيلول/سبتمبر عام 2011. تقول بعض الأطراف أن قوام الجيش السوري الحر هو مئات الجنود المنشقين إضافة إلى مقاتلين جهاديين قدموا من العراق ولبنان وليبيا لدعم النشاط المسلح ضد الحكومة في سوريا، وتدعي هذه الأطراف أن أولئك المقاتلين مدعومون لوجستياً وعسكرياً ومادياً من الدول التي تهدف إلى إسقاط الحكومة السورية.

### الجيش بعد سقوط نظام بشار الأسد
عند سقوط نظام بشار الأسد في 8 كانون الأول 2024، انهار الجيش السوري الذي كان تحت قيادة بشار الأسد، وأنشيء جيش جديد قوامه هيئة تحرير الشام والمجموعات المتحالفة معها.

## الأقسام والتوزيع

### الأقسام الإدارية
- الهيئة العامة للأركان.
- شعبة الاستخبارات العسكرية.
- القوات البرية.
- القوى الجوية.
- القوات البحرية.

### الأقسام التنظيمية
يتوزع الجيش العربي السوري في عدة أقسام تنظيمية كالتالي:

#### القوات البرية السورية
250 ألف مقاتل وحوالي 300 ألف مجنّد تتوزع في:
- - خمس فيالق، الأول قيادته في دمشق والثاني قيادته في الزبداني والثالث قيادته في حلب والرابع قيادته في حماة والخامس في دمشق.
  - ثماني فرق مدرعة (الفرقة 1، 2، الفرقة 3، 5، 6، 8، 9، 11)
  - ثلاث فرق مؤللة (منقولة آلياً) (الفرقة 4، 7، 10)
  - أربع ألوية مشاة (مستقلة لا تتبع الفرق العسكرية السبعة)
  - ثلاث فرق قوات خاصة مدرعة (الفرقة 14، الفرقة 15 الفرقة 17)، منها 3 أفواج قوات خاصة و10 أفواج مستقلة
  - لوائي مدفعية (مستقلة لا تتبع أي فرقة)
  - لوائين مضادات دروع (مستقلة لا تتبع أي فرقة)
  - ثلاثة ألوية صواريخ أرض-أرض في كل منها ثلاثة كتائب
  - لوائي دفاع بحري، صواريخ أرض-بحر
  - لواء حرس حدود
  - فرقة حرس جمهوري (فوج مدفعية، لواء مؤلل، 3 ألوية مدرعة).
  - لواء إشارة واحد

### القوات الجوية السورية
تضم القوات الجوية وقوات الدفاع الجوية. للمزيد، اقرأ عن القوات الجوية السورية.

### القوات البحرية السورية
قيادتها في اللاذقية وتعمل من مؤانئ حربية في اللاذقية والمينا البيضا وطرطوس وبانياس، وتضم حوالي 10 آلاف مقاتل يشغّلون غواصتين، وفرقاطتين، ومركبين مضادة للغواصات و4 زارعات ألغام بحرية، و3 مراكب برمائية، و25 سفينة بحرية عسكرية أخرى بأحجام متفاوتة.

## الرتب المعتمدة
تضم القوات المسلحة السورية عدة رتب تتوزع وفق أقسام تعتمد التنظيم الهرمي للمؤسسة العسكرية، فالرتبة الأقل تأتمر بالرتبة الأعلى، والرتبة الأعلى تأمر الرتب الأدنى منها.
الرتب العسكرية للقوات المسلحة السورية من الأدنى للأكبر كالتالي:

### الأفراد وصف الضباط
- مجند وهو الفرد المكلف الذي لا يحمل أي شهادة دراسية
- جندي. متطوع لا يحمل شهادة
- جندي أول.
- عريف. يحمل شهادة التعليم الأساسي (صف تاسع)
- رقيب. يحمل شهادة التعليم الثانوي (بكالوريا)
- رقيب أول.
- مساعد.
- مساعد أول.

### الضباط
ويقسم الضباط إلى ثلاثة أصناف:

### الضباط الأعوان
- ملازم يحمل نجمة على الكتف.
- ملازم أول يحمل نجمتين على الكتف.
- نقيب يحمل ثلاثة نجوم على الكتف.

### الضباط القادة
- رائد يحمل نسر على الكتف.
- مقدم يحمل نسر ونجمة على الكتف.
- عقيد يحمل نسر ونجمتين على الكتف.

### الضباط الأمراء
- عميد يحمل نسر وثلاثة نجوم على الكتف.
- لواء يحمل نسر وسيفين متقاطعين على الكتف.
- عماد يحمل نسر وسيفين متقاطعين ونجمة على الكتف.
- عماد أول يحمل نسر وسيفين متقاطعين ونجمتين على الكتف.
- فريق يحمل نسر وسيفين متقاطعين وثلاثة نجوم على الكتف، وهي رتبة وحيدة تعطى لرئيس الجمهورية العربية السورية الذي هو القائد الأعلى للقوات المسلحة في الجمهورية.

- هذا الاسم الذي كان يطلق على نفس الرتبة قبل قيام الجمهورية العربية المتحدة  (الوحدة مع مصر).

الجيش السوري من ناحية العديد ينقسم إلى فئتين رئيسيتين:
المتطوعون، وهم من ينضمون إلى صفوفه بشكل تطوعي بعد بلوغهم الثامنة عشرة من كافة الرتب والاختصاصات ومن الجنسين، ويتدرجون فيه حسب اللوائح الداخلية ويتقاضون راتباً وتعويضات لقاء ذلك.
المكلفون، حيث يستدعى الذكور (حصراً) للخدمة في الجيش عند بلوغهم سن الثامنة عشرة وحتى بلوغهم سن الثانية والأربعين، ولكنهم يعفون من الخدمة إن كانوا وحيدين لأمهاتهم، أو لم يكن لديهم أخ آخر قادر على رعاية والديهم أو لديهم عائق صحي يمنعهم من أداء الخدمة.
كما يوجد في صفوف القوات المسلحة موظفون مدنيون، واحتياطيون يستدعون للخدمة زمن الحرب والطوارئ.
منذ الحرب الأهلية السورية، انخفض عدد المجندين في الجيش السوري بأكثر من النصف من رقم ما قبل الحرب الأهلية الذي بلغ 325,000 إلى 150,000 جندي في الجيش في ديسمبر 2014، بسبب الخسائر في الأرواح والهروب من الخدمة والتجنيد، ليصل إلى ما بين 178,000 و220،000 جندي في الجيش، بالإضافة إلى 80,000 فرد إلى 100,000 فرد من القوات غير النظامية.[بحاجة لمصدر]
قبل بداية الحرب الأهلية السورية، كانت فترة الخدمة العسكرية الإلزامية تتناقص مع مرور الوقت ففي عام 2005، خفضت الفترة من سنتين ونصف إلى سنتين، في عام 2008 إلى 21 شهرا وفي عام 2011 إلى سنة ونصف. ومنذ إندلاع الحرب الأهلية السورية، قامت الحكومة السورية بتطبيق نظام الاحتفاظ على من هم في الخدمة الإلزامية (ابقاء المجند في الخدمة بعد مرور المدة المحددة)، واستدعاء الأفراد الذين أتموا التجنيد الإلزامي قبل الحرب لأداء الخدمة الاحتياطية.
ومع استعادة الحكومة السورية السيطرة على جزء كبير من الأراضي السورية، قامت القيادة العامة للجيش والقوات المسلحة بإصدار عدة قرارات تسريح من الخدمة (الاحتفاظ والاحتياط) على دفعات في السنوات الثلاث الأخيرة.
لدى الجيش ترسانة من الصواريخ القادرة على الوصول إلى معظم المناطق المأهولة في إسرائيل المعادية لسوريا منذ أمد طويل في المنطقة. في أوائل التسعينات، امتلكَ الجيش صواريخ سكود-س يصل مداها إلى أكثر من 300 كيلو متر، وصواريخ سكود-د يصل مداها إلى أكثر من 700 كيلومتر كما يمتلك الجيش دبابات من نوع تي-90 تي-72 وتي-64 وتي-55 الروسية.
في 2018، أرسلت روسيا إلى سوريا دفعة إضافية من منظومات الدفاع الجوي من طراز «بانتسير-إس» بالإضافة إلى أن روسيا قد صدرت من 36 إلى 40 منظومة من هذا الطراز للقوات السورية من قبل.

## وصلات خارجية
- الموقع الرسمي لوزارة الدفاع السورية
- وزارة الدفاع في الجمهورية العربية السورية على فيس بوك
- دليل إجراء معاملات التجنيد في سورية
- الصفحة الرسمية لوزارة الدفاع السورية على يوتيوب